# 虹彩六號：圍攻行動
《湯姆·克蘭西之虹彩六號：圍攻行動》，也常简称为彩虹六号：围攻、彩虹六号、R6S等，是一款由育碧蒙特利爾開發、育碧軟件發行的第一人稱戰術射擊遊戲。本作是《虹彩六號系列》時隔8年後推出的正統續作，同時繼承了已被取消的《虹彩六號：愛國者》部分要素。《虹彩六號：圍攻行動》主打多人遊戲，遊戲系統著重於小隊對抗，而單人模式也以教學為主，不像前作更重視劇情。
遊戲於2014年E3游戏展上公布，于2015年12月1日在Windows、PlayStation 4和Xbox One等平台全球發行，繁體中文版和簡體中文版也同時推出。2020年12月1日在PlayStation 5和Xbox Series X新世代家用主机平台上推出，讓遊戲在主機上可以達到遊玩時120帧率的畫面。
游戏在推出后，育碧与ELS合作，推出了《彩虹六号：围攻》的ESL Pro League赛事，并以赛事周期作为游戏更新的周期。由於限時模式災變廣受玩家好評，遊戲的衍生續作《虹彩六號：撤離禁區》受到災變模式啟發，獨立形成一款遊戲，於2022年1月20日登陸Microsoft Windows、PlayStation 4、PlayStation 5、Amazon Luna、Google Stadia、Xbox One和Xbox Series X/S。
2025年6月，育碧发布了《彩虹六号：围攻》的全新版本《彩虹六号：围攻X》（Rainbow Six Siege X），采用了新版游戏引擎，并使用了全新的游戏声响设计，增加了6V6的新型游戏模式；同时游戏的各平台版本都变更为免费游戏。

## 遊戲玩法
《彩虹六号：围攻》為一款5V5第一人称战术射击游戏，遊戲中玩家可以選擇不同特勤幹員為角色，每位角色皆擁有不同的裝備，且可以在槍枝上面裝上不同的小配備，如选择新进人员作为参与游戏的特勤干员，则會擁有數個固定的預設配置可以選擇。遊戲分為攻擊方與防守方，在排名战模式以及休閒模式下選取角色完畢後隊伍可以以投票的形式選擇要在哪一個地點重生。回合開始後攻擊方可以使用無人機探查地圖不同地方試圖找出防守方的位置，防守方則要破壞無人機、用木板封阻門框或窗戶、加固牆面以避免該牆壁被攻擊方破壞用以侵入目標，防守方也可利用監視器找出敵人位置。遊戲的目標為攻擊方必須攻堅目的地後達成條件，防守方則要防止攻擊方達成勝利條件。攻擊方除了可以破壞牆面之外也可以在建築物外側進行繩降，這些可破壞的表面也可以被防守方拿來偷襲與利用。遊戲中的武器可以擊傷隊友，且角色死亡後直到下一回合前都無法復活。遊戲共有四種完結方式：攻擊方達成條件後勝利、防守方成功守住據點並且撐到時間結束後勝利、其中一隊殲滅敵隊後勝利、兩隊僅存的最後一名隊友剛好同時死亡後平手。
遊戲的破壞系統為其一大特色，遊戲中易碎材質（如木頭、玻璃等）所組成的表面皆可破壞，包含了牆壁、天花板與地板。這些材質除了使用炸藥也可以用槍擊或近戰攻擊破壞，若牆面遭到加固則需要特殊的炸藥方可擊破。

### 遊戲模式
遊戲有四個主要模式及若干限时模式：
- 多人游戏 - 排名战/休闲 (PvP)：适用传统的团队死斗规则。有4种对战匹配列表：

- 排名战：玩家每回合拥有45秒的准备时间和180秒的行动时间。选人阶段前有选禁阶段，双方共可禁用4名干员。进攻方玩家可以个别选择出生点，而防守方玩家则可以投票选出点位。每三回合攻守輪換。领先对手3分的队伍，或者率先达到4分的队伍胜利。若3-3平手，则进入延长赛，领先对手2分的队伍，或者达到5分的队伍胜利。炸弹模式从幻镜行动起为所有排名战对战的标准玩法。50级以上的玩家方可参加。
- 排名練習賽：基本规则同排名战列表。10级以上的玩家方可参加。
- 新进：专门为50级以下的新玩家熟悉游戏规则的模式。进攻方可以投票选出出生点，防守方则自动分配点位。仅有炸弹模式。
- 快速对战￼ ：玩家每回合拥有45秒的准备时间和180秒的行动时间。进攻方玩家可以个别选择出生点，而防守方玩家则可以預先知道点位。兩回合後攻守轮换。率先达到3分的队伍胜利。若2-2平手，则进入延长赛，一局定胜负。休闲模式下会有炸弹模式、人质模式、肃清威胁模式等玩法。

- 炸弹模式：在传统的团队死斗规则外，炸彈模式中地圖上會出現兩個毒氣炸彈，攻擊方必須攻堅並安裝拆彈器并解除炸彈一次，防守方則要防止攻擊方安装拆弹器或在炸弹被解除前破壞已经安装的拆彈器。进攻方若施放拆弹器结束时间超出行动时间的话可以获得延时，而防守方解除拆弹器遇到同样情况则不会得到延时。排名战当中，进攻方玩家可以在载入界面选择拾起拆弹器，休闲模式当中则会将拆弹器随机分配给一位进攻方玩家。行动时间内所有进攻方玩家都可以随意丢下或拾起拆弹器。從復燃行動行動開始，排名戰安裝或破壞拆彈器所需的時間改為與電子競技模式相同的七秒，而休閒模式則為五秒。
- 人质模式：在传统的团队死斗规则外，人質模式中攻擊方必須攻堅並護送人質離開建築物，防守方則要防止攻擊方救出人質。若任一方誤傷人質且時間內沒有救起人質則算自動落敗。护送人质的干员只能使用副武器。
- 肃清威胁模式：在传统的团队死斗规则外，肅清威脅模式中攻擊方必須攻堅並保全生化危害容器所在的房间，防守方則要防止攻擊方保全该房间。若攻擊方在占領時防守方也進入该房间則會暫停保全並保持保全進度，但此状态保持3分钟以上则防守方胜利。

- 獵殺恐怖份子 - 匹配竞赛/孤狼 (PvE)：獵殺恐怖份子模式中玩家必須和其他人組隊對抗電腦操控的AI恐怖分子組織「白面具」。

- 经典猎杀恐怖分子：作为攻击方，玩家队伍需要消灭所有恐怖分子。
- 撤出人质：同多人游戏人质模式攻击方，玩家队伍需要攻坚并护送人质至指定位置。
- 保护人质：同多人游戏人质模式防守方，玩家队伍需要防御来自恐怖分子的五波进攻。任何人（包括恐怖分子）伤害人质且时间内没有救起人质则玩家队伍落败。
- 解除炸弹：同多人游戏炸弹模式攻击方，但玩家队伍需要解除全部两个炸弹。包含「第五條款」的内容。

- 情境訓練 (PvE)：遊戲中的教學模式，內容和獵殺恐怖份子孤狼模式類似，只有玩家一人进行。

- 第五條款：同猎杀恐怖分子的解除炸弹模式，但该模式为多人，且只在「巴特雷特大學」地图进行，该模式下的地图当中会笼罩着浓重的黄色毒气。

- 自订游戏 - 本地网络/在线

- 战术拟真：遊戲追加內容中新增的模式，比起一般模式戰術擬真更強調真實感，包含了移除遊戲的抬頭顯示器，無法看見隊友的位置，無法標記敵人與彈藥數量管控。此模式目前只能在自订游戏中游玩。

- 限时PvP模式

- 新地图探索：新地图上线后一般会有为期约一周的单一地图限时模式以让玩家熟悉地图。规则同多人游戏非正式战。
- 芝加哥豪宅惊魂 (The Mad House)：2018年万圣节期间（2018年10月25日至10月31日）的限時模式，玩家需在万圣节装饰的「疯狂芝加哥豪宅」地图内对战。规则同多人游戏非正式战，进攻方只能选择Ash、Thermite、Hibana、Finka或Buck，防守方则只能选择Jäger、Mira、Vigil、Valkyrie或Kapkan。
- （Rainbow is Magic!）：2019年愚人节期间（2019年4月1日至15日）的限时模式，玩家需要在风格的地图下参与撤出人质作战。在此模式下，玩家是不同颜色的玩具塑料人，而人质则是泰迪熊。
- （Showdown）：2019年7月2日至16日期间的限时模式，玩家可以扮演西部牛仔夺回或守护黄金赃物，参与3v3多人对战。此模式采用战术拟真，故不会有血量、弹药等提示，也不会有准备时间。双方玩家只允许使用BOSG .12.2霰弹枪和Magnum LFP586左轮手枪，且不允许使用配件。进攻方只能选择Maverick、Ash、Twitch、Capitão或Glaz，而防守方则只能选择Alibi、Kaid、Caveira、Maestro或Rook。
- （Doktor's Curse）：2019年万圣节期间（10月23日至11月6日）的限时模式，玩家分别扮演怪物猎人（进攻方）与怪物（防守方），在万圣节装饰的「主题公园」地图––「怪医古堡」里面捉迷藏。此模式不允许使用任何枪械，怪物猎人可任意选择「勒车犬」（Jackal）、「潜行者」（Lion）、「跟踪者」（Pulse）等三個追踪獵人的技能，并以大锤为主武器；怪物则要在Smoke、Frost、Ela、Lesion、Kapkan五位陷阱干员角色中选择其一，并以隐身加速的「暗夜潜行」逃脱或周旋。
- 国际邀请赛之路2020 (Road to Six Invitational)：2020年2月7日至2月17日期间分四阶段间断上线的限时模式，玩家可以在类电竞规则下参与炸弹模式多人对战，该模式包含选禁系统，使用特製地图，3回合攻守轮换，率先达到5分的队伍胜利，时间机制与多人游戏排名战相同。玩家不可以选择新进干员。
- 黃金槍(Golden Gun): 2020年4月24日至4月26日的限時模式。在此遊戲場模式唯一能使用的武器只有黃金槍，每發子彈都是一槍斃命，但你在每發子彈擊發後都得裝彈。

- 大竊案(Stolen Goods): 2020年5月5日至5月19日的限時模式，玩家可以在修改過的舊赫里福基地地圖上進行，許多可破壞的地板不再有金屬樑支撐，每位幹員都有一把霰彈槍做為主要武器，攻擊方沒有無人機，并且要試著攻佔地圖上的任意3個保險箱，而防守方則要守住地圖上所有保險箱。
- 糖果恐懼(Sugar Fright): 2020年萬聖節期間（10月27日至11月10日）的限時模式，玩家可以在全新地圖上進行的「糖果戰爭」新模式，玩家可以重生，沒有死亡次數限制，玩家要擊敗對手並撿拾從敵人身上掉落的糖果，最先收集 50 顆糖果的隊伍或是在時間結束時取得最多糖果的隊伍將獲得勝利。玩家也可以撿拾倒下友軍的糖果避免其他隊伍得分。
- 傳承(Legacy)：2020年聖誕節期间（12月18日至1月5日）的限时模式遊戲。全部設定回歸遊戲初版，移除全部後續加入的戰術裝備，R4-C、416-C和MP7可以使用2.5倍ACOG鏡。僅可使用最初的幹員，地圖僅限初版的芝加哥豪宅、總統專機、赫里福基地。

- 限时PvE模式

- 爆发模式 (Outbreak)：遊戲第三年度改版「奇美拉行动」追加內容中新增的限時模式，玩家需合作以控制外星寄生病毒疫情擴散。该模式仅能使用部分干员，但该模式内的新进干员可以自定义武器配件。

### 地圖
遊戲釋出時有10張地圖，後續追加11張額外地圖并对一些地图进行过修改。復燃行動開始，夜間模式只會在自訂遊戲出現。不同模式下地图池范围有所差异。电子竞技的地图池通常不会应用于一般玩家。
| 地图                                    | 位置                              | 原型                                                          | 新进玩家 | 快速對戰 | 排名战 排名練習戰 | 獵殺 恐怖份子 | 电子竞技 | 其他模式   | 推出赛季          | 备注 |
| --------------------------------------- | --------------------------------- | ------------------------------------------------------------- | -------- | -------- | ----------------- | ------------- | -------- | ---------- | ----------------- | --- |
| 银行 (Bank)                             | 美国加州，洛杉磯                  | 建筑原型：美国华盛顿D.C. 美國銀行大楼                         | 启用     | 启用     | 启用              | 启用          | 啟用     |            | Y0 游戏释出       | |
| 芝加哥豪宅 (House)                      | 美国加州，洛杉矶                  |                                                               | 禁用     | 轮换     | 禁用              | 启用          | 禁用     | 情景训练   | Y0 游戏释出       | 鋼流行動重製                                                                                                 |
| 俄勒冈乡间屋宅 (Oregon)                 | 美国俄勒岡州， 雷德蒙德           | 建筑原型：迦密山中心大卫教营地 事件原型：韦科惨案             | 啟用     | 启用     | 启用              | 启用          | 啟用     | 情景训练   | Y0 游戏释出       | 虛空行動中重製                                                                                               |
| 赫里福基地 (旧) (Hereford Base (old))   | 英国，赫里福德                    | 驻地原型：英国赫里福德特种空勤团驻地                          | 禁用     | 禁用     | 禁用              | 禁用          | 禁用     | 情景训练   | Y0 游戏释出       | 暗空行动中移出除情景训练外所有模式，为重制版所替代                                                           |
| 俱乐部会所 (Club House)                 | 德國，漢諾威                      | 建筑原型：地狱天使德国汉诺威分部                              | 啟用     | 启用     | 启用              | 启用          | 启用     | 情景训练   | Y0 游戏释出       | 备战行动中部分重制                                                                                           |
| 总统专机 (Presidential Plane)           | 英国，伦敦希思罗机场              | 飞机原型：空军一号，VC-25 事件原型：法航8969号劫机事件        | 禁用     | 轮换     | 禁用              | 启用          | 禁用     | 情景训练   | Y0 游戏释出       | |
| 领事馆 (Consulate)                      | 科特迪瓦，阿比让                  | 建筑原型：法国驻亚历山大总领事馆 事件原型：伊朗大使馆人质事件 | 禁用     | 启用     | 启用              | 启用          | 禁用     | 情景训练   | Y0 游戏释出       | |
| 运河 (Kanal)                            | 德國，漢堡                        |                                                               | 禁用     | 启用     | 启用              | 启用          | 禁用     |            | Y0 游戏释出       | 復燃行動中重製                                                                                               |
| 木屋 (Chalet)                           | 法國，库尔舍瓦勒                  |                                                               | 禁用     | 轮换     | 启用              | 启用          | 啟用     | 情景训练   | Y0 游戏释出       | 暗影傳承行动中重制                                                                                           |
| 杜斯妥也夫斯基咖啡馆 (Kafe Dostoyevsky) | 俄羅斯，莫斯科                    | 建筑原型：俄罗斯莫斯科普希金咖啡馆                            | 啟用     | 启用     | 启用              | 启用          | 启用     | 情景训练   | Y0 游戏释出       | 於重制 |
| 巴特雷特大学 (Bartlett University)      | 美国麻薩諸塞州，剑桥              | 建筑原型：美国纽约州，阿尔佛雷德大学巴特雷特会堂              | 禁用     | 禁用     | 禁用              | 启用          | 禁用     | 第五条款   | Y0 游戏释出       | 奇美拉行动中被全面移出多人游戏                                                                               |
| 游艇 (Yacht)                            | 加拿大，巴芬湾                    |                                                               | 禁用     | 轮换     | 禁用              | 启用          | 禁用     |            | Y1S1 黑冰行动     | 血兰花行动中被移出多人游戏，奇美拉行动中重新加入休闲模式                                                     |
| 边境 (Border)                           | 中东                              | 建筑原型：以色列、西岸地区某地边境检查站                      | 啟用     | 启用     | 启用              | 启用          | 启用     |            | Y1S2 尘土战线     | 腥紅劫案中重製                                                                                               |
| 贫民窟 (Favela)                         | 巴西，里約熱內盧                  | 建筑原型：巴西里約熱內盧羅西尼亞贫民窟                        | 禁用     | 轮换     | 启用              | 启用          | 禁用     |            | Y1S3 骷髅雨行动   | 血兰花行动中被移出多人游戏，暗空行动中重新加入休闲模式                                                       |
| 摩天大楼 (Skyscraper)                   | 日本，名古屋                      |                                                               | 禁用     | 轮换     | 启用              | 启用          | 启用     |            | Y1S4 赤鸦行动     | 霓虹曙光行動中重製                                                                                           |
| 海岸线 (Coastline)                      | 西班牙，伊维萨岛                  |                                                               | 啟用     | 启用     | 启用              | 启用          | 禁用     |            | Y2S1 丝绒壳行动   | |
| 主题乐园 (Theme Park)                   | 香港九龍                          | 建筑原型：香港旧荔园游乐场                                    | 禁用     | 启用     | 启用              | 启用          | 启用     |            | Y2S3 血兰花行动   | 血兰花行动中未加入排名战，直至白噪声行动中才被列入，復燃行動移出多人遊戲，於潮汐行動重制並重新加入多人遊戲。 |
| 塔楼 (Tower)                            | 韩国，首爾                        | 建筑原型：N首爾塔                                             | 禁用     | 轮换     | 禁用              | 启用          | 禁用     |            | Y2S4 白噪声行动   | 备战行动中移出排名战                                                                                         |
| 谢拉郡天堂 (Sierra Paradise)            | 美国新墨西哥州，特魯斯-康西昆西斯 |                                                               | 禁用     | 禁用     | 禁用              | 禁用          | 禁用     | 爆发模式   | Y3S1 奇美拉行动   | |
| 巢穴 (Nest)                             | 美国新墨西哥州，特鲁斯-康西昆西斯 |                                                               | 禁用     | 禁用     | 禁用              | 禁用          | 禁用     | 爆发模式   | Y3S1 奇美拉行动   | |
| 谢拉郡老兵支翼 (Sierra Veteran Wing)    | 美国新墨西哥州，特鲁斯-康西昆西斯 |                                                               | 禁用     | 禁用     | 禁用              | 禁用          | 禁用     | 爆发模式   | Y3S1 奇美拉行动   | |
| 别墅 (Villa)                            | 意大利，托斯卡尼                  |                                                               | 禁用     | 启用     | 启用              | 启用          | 启用     |            | Y3S2 备战行动     | |
| 赫里福基地 (Hereford Base)              | 英国，赫里福德                    | 驻地原型：英国赫里福德特种空勤团驻地                          | 禁用     | 轮换     | 禁用              | 启用          | 禁用     |            | Y3S3 暗空行动     | 暗空行动中全面重制，復燃行動移出排名戰                                                                       |
| 疯狂芝加哥豪宅 (Mad House)              | 美国伊利诺伊州，芝加哥            | 建筑原型：「芝加哥豪宅」地图的万圣节风格版本                  | 禁用     | 禁用     | 禁用              | 禁用          | 禁用     | 豪宅惊魂   | Y3S3 暗空行动     | |
| 要塞 (Fortress)                         | 摩洛哥，阿特拉斯山脈              |                                                               | 禁用     | 启用     | 禁用              | 启用          | 禁用     |            | Y3S4 风城行动     | 復燃行動移出排名戰                                                                                           |
| (Outback)                               | 澳洲，北領地，中澳大利亞          |                                                               | 禁用     | 启用     | 启用              | 启用          | 禁用     |            | Y4S1              | |
| (Air Cute One)                          | 「芝加哥豪宅」地图内中的一个玩具  | 建筑原型：「总统专机」地图的风格版本                          | 禁用     | 禁用     | 禁用              | 禁用          | 禁用     |            | Y4S1              | |
| (Fort Truth)                            | 美国西部某地                      |                                                               | 禁用     | 禁用     | 禁用              | 禁用          | 禁用     |            | Y4S2              | |
| （Doktor's Castle)                      | Doc改造过的「主题乐园」           | 建筑原型：「主题乐园」地图的万圣节风格版本                    | 禁用     | 禁用     | 禁用              | 禁用          | 禁用     | 怪医诅咒   | Y4S3 復燃行動     | |
| 竞技场 （Stadium）                      | 希腊厄利斯                        | 建筑原型：古希腊风格竞技场、特种部队突击训练基地              | 禁用     | 禁用     | 禁用              | 禁用          | 禁用     | 竞技场计划 | Y4S4 潮汐行动     | Y7S3蜂暴行動中改為可遊玩地圖                                                                                 |
| 糖果恐懼 （Neighborhood）               | Frost夢境                         |                                                               | 禁用     | 禁用     | 禁用              | 禁用          | 禁用     | 糖果恐懼   | Y5S3 暗影傳承     | |
| 翡翠原 （Emerald Plains）               | 北愛爾蘭                          |                                                               | 启用     | 启用     | 启用              | 启用          | 启用     | 团队死斗   | Y7S1 惡鬼面紗     | |
| 近距离作战 （Close Quarter）            | 希臘                              |                                                               | 禁用     | 禁用     | 禁用              | 禁用          | 禁用     | 团队死斗   | Y7S2 眩光行動     | |
| 永夜安港实验室 （Nighthaven Labs）      | 新加坡                            |                                                               | 启用     | 启用     | 启用              | 启用          | 启用     | 团队死斗   | Y7S4 日光突襲行動 | |
| （LAIR）                                | 葡萄牙                            |                                                               | 启用     | 启用     | 启用              | 启用          | 启用     | 团队死斗   | Y8S4 冰封行動     | |

### 其他机制
破壞系統

遊戲中任何易碎材質（如木牆、木板門窗、木地板等）都可以用攻擊來「開洞」，讓玩家可以透過洞口看到另一方動向。若使用近戰只會造成一個小的洞口，使用槍枝則會依照子彈口徑決定開洞口的大小（如：衝鋒槍和手槍開洞效率較差，大口徑槍枝如霰彈、狙擊槍等開洞則非常容易）。遊戲中幾乎所有物體都有引擎模擬真實物體的物理動作。
標記

遊戲中按下標記鈕（預設為Z鍵，顯示為黃標）可以標記視野內一點，用以通知隊友，同時顯示點與角色的距離。「暗影傳承行動」中改動標記系統，每個標記根據玩家會有相對的數字顯示，用以更好提醒隊友位置。若標記時準心對準友方或敵方道具，則會標記道具的位置提醒隊友。使用觀測裝備（無人機、攝像頭等）可以用Z黃標，也可按住X可以用紅標標記視野內所有敵人位置，但同時也會提醒敵方正在被觀察，因此不建議常用。
強化牆

防守方對準牆面按下互動鍵（預設為F鍵）便可以加固牆面或天井（地板門），加固後攻擊方僅有燒牆道具可以將其破壞（如硬突破炸藥，幹員Thermite、Ace、Hibana、Maverick的技能）。遊戲剛推出時一人僅2面加固道具，「暗影傳承行動」中改為全隊共享總共10面加固道具，讓準備期間需要花時間擺放道具的隊友不用煩心於加固牆面上。
木板封阻物

防守方對準門框、窗框按下互動鍵（預設為F鍵）便可將其用木板擋住，此木板受到近戰攻擊三次或多發正常子彈便會被完全破壞。完全破壞掉前攻擊木板會脫落，讓攻擊方可以看清破洞口內的敵方動向。
繩降

攻擊方對準建築物外牆按住跳躍鍵（預設為空格鍵）可以在建築物表面進行垂直左右繩降，繩降時按下蹲鍵（預設為C鍵）可以改變繩降的姿勢為倒立。繩降時在已經破壞到一定程度的窗戶或牆面按跳躍鍵可以起跳進入建築物裡面，也可以在窗戶、表面上貼上爆破炸藥後再跳躍，在剛起爆後馬上跳進建築物。
防守方偵測

防守方在回合開始前無法離開建築物，回合開始後若離開建築物會在1秒後被偵測，顯示幹員名稱和位置（若隊上有Alibi則不會顯示名稱）。「霓虹曙光行動」前為2秒，遊戲釋出時為5秒。
瀕死狀態

瀕死狀態（DBNO, Down but not out）指的是遊戲中角色受到過多傷害後倒地的狀態。瀕死狀態中角色可以拖行移動但無法攻擊，且移動會留下一條血痕。瀕死狀態下可以被友軍救起，並會恢復成20血量，若經過一段時間都沒有被救起會失血過多死亡。瀕死時按住互動鍵可減緩失血速度，但按住傷口時無法移動。
Doc使用技能「激素手槍」救瀕死的隊友可以讓隊友馬上站起復活並恢復成75血量。Finka使用技能「腎上腺素激發」也可以達到相同目的，會回復成30血量。使用Rook「裝甲包」的玩家受到過多傷害會保證進入瀕死狀態，除非遭到爆頭。被Kali的CSRX300狙擊槍一發打中身體會直接進入瀕死，並轉向受攻擊的方向。攻擊方若踩到Frost的「迎賓踏墊」會直接進入瀕死，並且無法移動或壓住傷口。Ela瀕死狀態下可以扔出一顆雷電地雷震暈攻擊方。
排名位階

在排名戰中有七個不同的位階，分別是紫銅(Copper)、黃銅(Bronze)、白銀(Silver)、黃金(Gold)、白金(Platinum)、鑽石(Diamond)以及冠軍(Champion)。而冠軍位階需要進行100場排名戰並高於分數門檻，方可獲得該位階。
匹配积分重置

一直以来，在赛季开始时游戏会将所有玩家的匹配积分即MMR重置为2500，再由当赛季定级赛结果决定赛季初始排名。从幻镜行动起，MMR重置值会定在“中等水平”（2500 MMR）与玩家前一赛季的排名水平之间，上限为3500，下限为1500。此后在进行排名战时，匹配系统会根据此MMR分数在一定容错率（置信率）内选取对手。
配對積分回溯

从燃烧地平线行动起，當作弊者遭到禁用時，系统將回溯其他玩家從本季作弊者參與對戰裡得到或失去的配對積分。但是系統不會給予玩家超過個人當前賽季最高配對積分的配對積分。
弃赛惩罚

在排名战中，如果中途离开对战，会受到暂时禁赛、比赛记为战败、削减所获声望值等惩罚。
友军伤害反弹

从燃烧地平线行动起，伤害或击杀队友的行为会收到警告或惩罚。如果伤害队友，系统会弹出红色三角并予以警告；如果击杀队友，系统还会自动向队友发起詢問，詢問殺死友軍的隊友是否為故意；如果再犯，或一次性击杀多名队友，系统会视累犯情况予以不等时长的禁赛惩罚。部分情况会有例外。

## 设定
《彩虹六号：围攻》继续延用了原先小说中的“彩虹小队”的设定，游戏中彩虹小队的成员包括了
- 英国空降特勤隊（SAS）
- 美国聯邦調查局特種武器和戰術部隊（FBI SWAT）
- 法國國家憲兵干預組（GIGN）
- 德国聯邦警察第九國境守備隊（GSG9）
- 俄羅斯特种部队（Spetsnaz）（阿爾法小組[b]）

此外通过游戏后续的更新逐渐加入新的特種部隊
第一年更新
- 加拿大第二聯合特遣部隊（JTF2）
- 美国海軍海豹部隊（海豹六队[c]）（NAVY SEALs）
- 巴西特別警察行動營（BOPE）
- 日本特殊急襲部隊（SAT）

第二年更新
- 西班牙國家警察部隊特殊行動小組（GEO）
- 香港特別任務連（SDU）
- 波蘭特種部隊（GROM）
- 第707特殊任務營（707th SMB）

第三年更新
- 虹彩化生放核危機處理單位（英语：CBRN defense）（CBRN）
  -  法國憲兵特勤隊（GIGN）、 白俄羅斯信號旗小組（Spetsnaz）
- 義大利特别干预组（GIS）
- 虹彩都市戰術反應部隊（GSUTR）
  -  英国倫敦警察廳（MPS）、 美国秘密行動組（The Unit）
- 摩洛哥皇家宪兵隊干预小组（英语：Groupe d'Intérvention de La Gendarmerie Royale）（GIGR）

第四年更新
- 空降特勤隊（SASR）
- 美国特勤局（USSS）、 丹麦獵人兵團（英语：Jaeger Corps (Denmark)）（Jaeger Corps）
- 墨西哥特種作戰部隊（英语：Fuerzas Especiales）（FES）、 秘魯考古文化遺產協會（APCA）
- 永夜安港軍事服務公司（NIGHTHAVEN）、 印度永夜安港軍事服務公司（NIGHTHAVEN）

第五年更新
- 约旦非正式皇家憲兵隊干預小組（英语：Groupe d'intervention de la Gendarmerie royale）（GIGR）、 荷蘭歐盟太空站（REU）
- 南非Inkaba特遣隊反盜獵單位（英语：Anti-poaching）（ITF）、 挪威永夜安港軍事服務公司（NIGHTHAVEN）
- 美国第四梯隊（縱橫諜海系列遊戲虛構組織）（Fourth Echelon）／虹彩行動人員（ROS）
- 泰國永夜安港軍事服務公司（NIGHTHAVEN）

第六年更新
- 阿根廷
- 加拿大STAR-NET航空
- 永夜安港軍事服務公司（NIGHTHAVEN）
- 爱尔兰和平衛隊緊急應變單位（英语：Garda Emergency Response Unit）（Garda ERU）

第七年更新
- 日本私人保鑣
- 比利时特種部隊群（SFG）
- 新加坡永夜安港軍事服務公司（NIGHTHAVEN）
- 哥伦比亚城市反恐特種部隊（英语：Agrupación de Fuerzas Especiales Antiterroristas Urbanas）（AFEAU）

第八年更新
- 瑞典
- 巴西巴西戰術行動突擊隊（英语：Comando de Operações Táticas）（COT）
- 陆军特战司令部第7空降特战旅第35突击营
- 葡萄牙海军特别行动队（英语：Special Actions Detachment）（DAE）

第九年更新
- 美国前彩虹小队
- 无设定
- 希腊前彩虹小队

第十年更新
- 新西兰特种空勤团（NZSAS）
- 瑞士永夜安港軍事服務公司（NIGHTHAVEN）

在游戏设定中，彩虹小队项目已经停摆长达三年，但伴随着一个叫白面具的恐怖组织日渐崛起并在全球引发混乱，彩虹小队项目被重新啟動，来自全球各地的特種部隊精英干员相互联手阻止白面具在全球的恐怖行动。彩虹小队新的负责人是一个代号为“6”的长官Aurelia“Six”Arnot（由安琪拉·贝瑟配音）。在之后的更新中，育碧确认了另一名新的彩虹小队负责人哈瑞法「哈利」潘迪（Harishva “Harry” Pandey），他之前是“6”的长期顾问；哈利将负责目前彩虹小队的流畅运行，并且在全球范围内继续募集新的小队成员。在哈利开始招募永夜安港（NIGHTHAVEN）軍事服務公司的人员加入彩虹小队后，彩虹小队内部对这个决定一直有不同的声音，直到在对抗赛后Ash与永夜安港负责人Kali将这个矛盾直接升级，随後永夜安港與支持的彩虹小队成员從彩虹小隊退出。哈利将留下的彩虹小隊成员再次安排為四個小组；首個小组蒼藍狼衛（Wolfguard）于2022年夏洛特特锦赛公布，由“Doc”负责。第二支小组灵瞳（Ghosteyes）于2022年延雪平特锦赛公布，由“Caveira”负责。2023年2月邀请赛期间，公布了赤锤小队（Redhammer），由“Thermite”负责。同时育碧在比赛期间通过剧情CG表示彩虹小队负责人哈利被枪击身亡，而谋害他的凶手是被称作“Deimos”的神秘男人。2024年2月邀请赛期间，公布了第九年第一赛季将允许玩家使用“Deimos”作为进攻干员。在2025年第九年第4赛季的尾声，育碧发布了限时的游戏模式“赫里福基地突袭战”，Deimos的雇佣兵凯恩斯军团偷袭并摧毁了彩虹小队的基地赫里福，这让此前分裂的彩虹小队及永夜安港成员重新集结。

## 角色

### 特勤干员
遊戲的首發可操控特勤幹員共有20名，此後透過追加下载内容增加新角色。幹員分為攻堅據點的攻擊方、與守護據點的防守方，每位幹員皆配備一把主要武器（部分幹員為防彈盾牌）、一把次要武器、一個战术装备、一個角色特殊技能，並且擁有不同的速度值與血量值。與前幾年的8名新角色不同，2020年改為一年新增6名幹員，2021年改為4名新幹員。在2017年科隆游戏展期间，《彩虹六号：围攻》的品牌总监Alexander Remy在接受德国游戏媒体GameStar的采访时表示：
|  | 我们认为，彩虹六号中应当有100名干员，不过，开发团队准备如何设计新的技能呢？他们如何保证新技能不只是对原先的技能进行微调？最重要的是，每一名干员都应当是独特的。 |

|  | 我已经见到了20多个新角色的原型设计了，它们中的每一个都能为游戏带来全新而独特的体验。因此，真正的挑战在于平衡新的独特游戏元素，同时不打破现有的战术体系。 |

| 干员        | 本名                            | 阵营 | 所属国家／地区 | 特种部队                                                        | 所属小队                           | 血量 | 速度 | 特殊技能                                  | 主武器                     | 副武器                       | 战术装备                                   |
| ----------- | ------------------------------- | ---- | -------------- | --------------------------------------------------------------- | ---------------------------------- | ---- | ---- | ----------------------------------------- | -------------------------- | ---------------------------- | ------------------------------------------ |
| Sledge      | Seamus Cowden                   | 进攻 | 英国           | 特种空勤团 (SAS)                                                | RED HAMMER                         | ●●●  | ●○○  | 战术突破锤                                | M590A1 L85A2               | P226 Mk25                    | 人员杀伤地雷 闪光手榴弹 衝擊電磁脈衝手榴彈 |
| Thatcher    | Mike Baker                      | 进攻 | 英国           | 特种空勤团 (SAS)                                                | Viperstrike                        | ●●○  | ●●○  | EG MKO 电磁脉冲手榴弹                     | AR33 M590A1 L85A2          | P226 Mk25                    | 人员杀伤地雷 爆破炸药                      |
| Ash         | Eliza Cohen                     | 进攻 | 以色列         | 美国联邦调查局特种武器和战术部队 (FBI SWAT)                     | RED HAMMER                         | ●○○  | ●●●  | M120 爆破弹发射器                         | G36C R4-C                  | M45 MEUSOC 5.7 USG           | 人員殺傷地雷 爆破炸药                      |
| Thermite    | Jordan Trace                    | 进攻 | 美国           | 美国联邦调查局特种武器和战术部队 (FBI SWAT)                     | RED HAMMER                         | ●●○  | ●●○  | BC-3 放热炸药「炼狱火」                   | M1014 556XI                | M45 MEUSOC 5.7 USG           | 煙霧手榴彈 闪光手榴弹                      |
| Twitch      | Emmanuelle Pichon               | 进攻 | 法國           | 法国国家宪兵干预组 (GIGN)                                       | Wolfguard                          | ●●○  | ●●○  | RSD-1 电击无人机                          | F2 417 SG-CQB              | P9 LFP586                    | 煙霧手榴彈 人員殺傷地雷                    |
| Montagne    | Gilles Touré                    | 进攻 | 法國           | 法国国家宪兵干预组 (GIGN)                                       | Wolfguard                          | ●●●  | ●○○  | 伸缩护盾「堅石」                          | 堅石护盾                   | P9 LFP586                    | 烟雾手榴弹 硬突破炸藥 衝擊電磁脈衝手榴彈   |
| Glaz        | (Timur Glazkov)                 | 进攻 | 俄羅斯         | 俄罗斯特种部队阿尔法小组 (Spetsnaz)                             | GHOST EYES                         | ●○○  | ●●●  | HDS 折叠式瞄准镜                          | OTs-03                     | PMM GONNE-6 Bearing 9        | 破片手榴弹 烟雾手榴弹                      |
| Fuze        | (Shuhrat Kessikvayev)           | 进攻 |                | 俄罗斯特种部队阿尔法小组 (Spetsnaz)                             | RED HAMMER                         | ●●●  | ●○○  | AMP-6 霰射榴弹「俄罗斯套娃」              | 防弹护盾 6P41 AK-12        | GSH-18 PMM                   | 爆破炸药 硬突破炸藥                        |
| Blitz       | Elias Kötz                      | 进攻 | 德国           | 德国联邦警察第九国境守备队 (GSG9)                               | Viperstrike                        | ●●○  | ●●○  | 闪光护盾                                  | 闪光护盾                   | P12                          | 爆破炸药 烟雾手榴弹                        |
| IQ          | Monika Weiss                    | 进攻 | 德国           | 德国联邦警察第九国境守备队 (GSG9)                               | NIGHTHAVEN                         | ●○○  | ●●●  | RED MK III 电子侦测器「幽灵」             | AUG A2 552 Commando G8A1   | P12                          | 人员杀伤地雷 爆破炸药                      |
| Buck        | Sébastien Côté                  | 进攻 | 加拿大         | 加拿大第二联合特遣部队 (JTF2)                                   | RED HAMMER                         | ●●○  | ●●○  | SK 4-12 下挂式霰弹枪配件「万能钥匙」      | C8-SFW CAMRS               | MK1 9mm                      | 硬突破炸藥 闪光手榴弹                      |
| Blackbeard  | Craig Jenson                    | 进攻 | 美国           | 美國海軍特種作戰開發組 (NAVY SEALs)                             | RED HAMMER                         | ●●○  | ●●○  | TARS Mk 0 透明步枪盾牌                    | Mk17 CQB SR-25             | D-50                         | 闪光手榴弹 爆破炸药 衝擊電磁脈衝手榴彈     |
| Capitão     | Vicente Souza                   | 进攻 | 巴西           | 巴西特别警察行动营 (BOPE)                                       | Viperstrike                        | ●○○  | ●●●  | Mk0 战术十字弓                            | PARA-308 M249              | PRB92                        | 人员杀伤地雷 硬突破炸藥                    |
| Hibana      | Yumiko Imagawa                  | 进攻 | 日本           | 日本特殊急袭部队 (SAT)                                          | Viperstrike                        | ●○○  | ●●●  | X-KAIROS 远程遥控爆破弹发射器             | Type-89 SuperNova          | P229 Bearing 9               | 闪光手榴弹 爆破炸药                        |
| Jackal      | Ryad Ramírez Al-Hassar          | 进攻 | 西班牙         | 西班牙反恐特别行动小组 (GEO)                                    | Viperstrike                        | ●●○  | ●●○  | EYENOX III 移动追踪设备                   | C7E PDW9 ITA 12L           | ITA 12S USP 40               | 人員殺傷地雷 烟雾手榴弹                    |
| Ying        | 蕭美蓮                          | 进攻 | 香港           | 香港特别任务连 (SDU)                                            | Wolfguard                          | ●●○  | ●●○  | 延时闪光弹「烛光」                        | SIX12 T-95 LSW             | Q-929                        | 煙霧手榴彈 硬突破炸藥                      |
| Zofia       | Zofia Bosak                     | 进攻 | 波蘭           | 波兰行动应变及机动组 (GROM)                                     | GHOST EYES                         | ●●○  | ●●○  | KS79 复合式榴弹发射器「生命线」           | LMG-E、M762                | RG 15                        | 人员杀伤地雷 爆破炸药                      |
| Dokkaebi    | Grace Nam                       | 进攻 |                | 大韩民国第707特殊任务营 (707th SMB)                             | Viperstrike                        | ●●○  | ●●○  | PDA病毒入侵设备「逻辑爆弹」               | Mk 14 EBR BOSG.12.2        | Gonne-6 SMG-12 C75 Auto      | 閃光手榴彈 烟雾手榴弹 衝擊電磁脈衝手榴彈   |
| Lion        | Olivier Flament                 | 进攻 | 法國           | 化生放核危机应变小组 (CBRN) 法国国家宪兵干预组 (GIGN)           | Wolfguard                          | ●●○  | ●●○  | EE-ONE-D 动作侦测无人机                   | V308 417 SG-CQB            | GONNE-6 LFP586 P9            | 人員殺傷地雷 闪光手榴弹 衝擊電磁脈衝手榴彈 |
| Finka       | (Lera Melnikova)                | 进攻 | 白俄羅斯       | 化生放核危机应变小组 (CBRN) 俄罗斯特种部队信号旗小组 (Spetsnaz) | NIGHTHAVEN                         | ●●○  | ●●○  | 肾上腺素激发                              | Spear .308 6P41 SASG-12    | Gonne-6 PMM GSH-18           | 閃光手榴彈 硬突破炸藥                      |
| Maverick    | Erik Thorn                      | 进攻 | 美国           | 城市战术反应部队 (GSUTR) 美国陸軍秘密行動組 (The Unit)          | GHOST EYES                         | ●○○  | ●●●  | 突破用发焰设备「舒莉」                    | AR-15.50 M4                | 1911 TACOPS                  | 人员杀伤地雷 破片手榴彈                    |
| Nomad       | (Sanaa El Maktoub)              | 进攻 | 摩洛哥         | 摩洛哥皇家宪兵队干预小组 (GIGR)                                 | Wolfguard                          | ●●○  | ●●○  | 气震槌发射器                              | AK-74M ARX200              | .44 Mag Semi-Auto PRB92      | 闪光手榴弹 爆破炸药                        |
| Gridlock    | Tori Tallyo Fairous             | 进攻 |                | 澳洲特種空勤團 (SASR)                                           | RED HAMMER                         | ●●●  | ●○○  | 針刺陷阱                                  | M249 SAW F90               | Super Shorty GONNE-6 SDP 9mm | 煙霧手榴彈 爆破炸药 衝擊電磁脈衝手榴彈     |
| Nøkk        | 本名不详                        | 进攻 | 丹麦           | 丹麥獵人兵團 (Jaeger Corps)                                     | GHOST EYES                         | ●●○  | ●●○  | HEL 無感                                  | FMG-9 SIX12 SD             | 5.7 USG D-50                 | 破片手榴彈 硬突破炸藥 衝擊電磁脈衝手榴彈   |
| Amaru       | Azucena Rocío Quispe            | 进攻 | 秘魯           | 考古文化遺產協會（ACPA）                                        | RED HAMMER                         | ●●○  | ●●○  | 爪鉤                                      | G8A1 SuperNova             | SMG-11 GONNE-6 ITA 12S       | 閃光手榴彈 硬突破炸藥                      |
| Kali        | Jaimini Kalimohan Shah          | 进攻 | 印度           | 永夜安港軍事服務公司（NIGHTHAVEN）                              | 永夜安港軍事服務公司（NIGHTHAVEN） | ●●○  | ●●○  | 低速爆破矛                                | CSRX 300                   | C75 Auto SPSMG9 P226 Mk25    | 爆破炸藥 人员杀伤地雷                      |
| Iana        | Nienke Meijer                   | 进攻 | 荷蘭           | 歐盟太空站（REU）                                               | GHOST EYES                         | ●●○  | ●●○  | 雙子複製器                                | ARX200 G36C                | Mk1 9mm GONNE-6              | 破片手榴弹 煙霧手榴彈                      |
| Ace         | Håvard Haugland                 | 进攻 | 挪威           | 永夜安港軍事服務公司（NIGHTHAVEN）                              | 永夜安港軍事服務公司（NIGHTHAVEN） | ●●○  | ●●○  | S.E.L.M.A. 水力攻堅器                     | AK-12 M1014                | P9                           | 爆破炸藥 人員殺傷地雷                      |
| Zero        | Samuel Leo Fisher （山姆·費雪） | 進攻 | 美国           | 虹彩行動人員 ROS（美国第四梯隊（Fourth Echelon））              | GHOST EYES                         | ●●○  | ●●○  | 阿格斯發射器                              | SC 3000K MP7               | 5.7 USG GONNE-6              | 硬突破炸藥 人员杀伤地雷                    |
| Flores      | Santiago Miguel Lucero          | 進攻 | 阿根廷         | 無所屬（非正式联邦调查局特勤人員）                              | GHOST EYES                         | ●●○  | ●●○  | 遙控炸藥「扒手」                          | AR33 SR-25                 | GSH-18                       | 人員殺傷地雷 閃光手榴彈                    |
| Osa         | Anja Janković                   | 進攻 |                | 永夜安港軍事服務公司（NIGHTHAVEN）                              | 永夜安港軍事服務公司（NIGHTHAVEN） | ●●○  | ●●○  | Talon-8 透明護盾                          | PDW9 556XI                 | PMM                          | 人員殺傷地雷 煙霧手榴彈 衝擊電磁脈衝手榴彈 |
| Sens        | Néon Ngoma Mutombo              | 進攻 | 比利时         | 特種部隊群 (SFG)                                                | Wolfguard                          | ●●●  | ●○○  | R.O.U. 投影系統                           | POF-9 417                  | SDP 9mm Gonne-6              | 人员杀伤地雷 硬突破炸藥                    |
| Grim        | Charlie Tho Keng Boon           | 進攻 | 新加坡         | 永夜安港軍事服務公司（NIGHTHAVEN）                              | 永夜安港軍事服務公司（NIGHTHAVEN） | ●○○  | ●●●  | 蜂群之巢發射器                            | SG-CQB 552 Commando        | P229                         | 人员杀伤地雷 爆破炸藥                      |
| Brava       | 娜亞拉．卡多索                  | 進攻 | 巴西           | 巴西戰術行動突擊隊（COT）                                       | Viperstrike                        | ●○○  | ●●●  | 自造無人機                                | PARA-308 CAMRS             | USP 40 SUPER SHORTY          | 人员杀伤地雷 煙霧手榴彈                    |
| Ram         | 崔寶藍                          | 進攻 |                | 南韓第35突擊營                                                  | RED HAMMER                         | ●●●  | ●○○  | 「怖龜」自動攻堅器                        | R4-C LMG-E                 | MK1 9MM ITA12S               | 閃光手榴彈 硬突破炸藥                      |
| Deimos      | Gerald Morris                   | 進攻 | 美国           | 前彩虹小队                                                      | 不適用                             | ●●○  | ●●○  | 死亡標記追蹤器                            | AK-74M M590A1              | .44 VENDETTA                 | 破片手榴彈 硬突破炸藥 煙霧手榴彈           |
| Smoke       | James Porter                    | 防守 | 英国           | 特种空勤团 (SAS)                                                | NIGHTHAVEN                         | ●●○  | ●●○  | Z8 复合式遥控毒气手榴弹                   | FMG-9 M590A1               | P226 Mk25 SMG-11             | 倒刺铁丝网 機動護盾                        |
| Mute        | Mark R. Chandar                 | 防守 | 英国           | 特种空勤团 (SAS)                                                | Viperstrike                        | ●●○  | ●●○  | GC90 信号干扰器「莫妮」                   | MP5K M590A1                | P226 Mk25 SMG-11             | 遥控炸药 防弹摄影机                        |
| Castle      | Miles Campbell                  | 防守 | 美国           | 美国联邦调查局特种武器和战术部队 (FBI SWAT)                     | Wolfguard                          | ●●○  | ●●○  | UTP1 通用战术防护装甲板                   | UMP45 M1014                | Super Shorty 5.7 USG         | 感應警報器 防弹摄影机                      |
| Pulse       | Jack Estrada                    | 防守 | 美国           | 美国联邦调查局特种武器和战术部队 (FBI SWAT)                     | NIGHTHAVEN                         | ●○○  | ●●●  | HB-5 心跳感测器                           | UMP45 M1014                | M45 MEUSOC 5.7 USG           | 遥控炸药 倒刺铁丝网                        |
| Doc         | Gustave Kateb                   | 防守 | 法國           | 法国国家宪兵干预组 (GIGN)                                       | Wolfguard                          | ●●●  | ●○○  | MPD-0 激素手枪                            | SG-CQB MP5 P90             | P9 LFP586                    | 倒刺铁丝网 防弹摄影机                      |
| Rook        | Julien Nizan                    | 防守 | 法國           | 法国国家宪兵干预组 (GIGN)                                       | Viperstrike                        | ●●●  | ●○○  | R1N 装甲包「犀牛」                        | SG-CQB MP5 P90             | P9 LFP586                    | 冲击手榴弹 感應警報器                      |
| Kapkan      | (Maxim Basuda)                  | 防守 | 俄羅斯         | 俄罗斯特种部队阿尔法小组 (Spetsnaz)                             | RED HAMMER                         | ●●○  | ●●○  | EDD MK II 防止攻入装置                    | 9x19VSN SASG-12            | GSH-18 PMM                   | 冲击手榴弹 遥控炸药                        |
| Tachanka    | (Alexander Senaviev)            | 防守 | 俄羅斯         | 俄罗斯特种部队阿尔法小组 (Spetsnaz)                             | RED HAMMER                         | ●●●  | ●○○  | 轟天雷發射器                              | 9x19VSN DP27               | GSH-18 PMM Bearing 9         | 倒刺铁丝网 感應警報器                      |
| Jäger       | Marius Streicher                | 防守 | 德国           | 德国联邦警察第九国境守备队 (GSG9)                               | Viperstrike                        | ●●○  | ●●○  | ADS-MKIV 主动式防御装置「喜鹊」           | 416-C Carbine M870         | P12                          | 倒刺铁丝网 防彈攝影機                      |
| Bandit      | Dominic Brunsmeier              | 防守 | 德国           | 德国联邦警察第九国境守备队 (GSG9)                               | Wolfguard                          | ●○○  | ●●●  | CED-1 简易电击接线装置                    | MP7 M870                   | P12                          | 遥控炸药 倒刺铁丝网                        |
| Frost       | Tina Lin Tsang (曾蓮(蒂娜))     | 防守 | 加拿大         | 加拿大第二联合特遣部队 (JTF2)                                   | Wolfguard                          | ●●○  | ●●○  | Sterling Mk2 LHT 弹簧捕兽夹「迎宾踏垫」   | Super 90 9mm C1            | MK1 9mm ITA 12S              | 机动护盾 防弹摄影机                        |
| Valkyrie    | Meghan J. Castellano            | 防守 | 美国           | 美國海軍特種作戰開發組 (NAVY SEALs)                             | GHOST EYES                         | ●●○  | ●●○  | Gyro Cam Mk2 陀螺仪鱼眼粘性摄影机「黑眼」 | MPX SPAS-12                | D-50                         | 遥控炸药 衝擊手榴彈                        |
| Caveira     | Taina Pereira                   | 防守 | 巴西           | 巴西特别警察行动营 (BOPE)                                       | GHOST EYES                         | ●○○  | ●●●  | 寂静脚步                                  | M12 SPAS-15                | Luison （加装消音器的PRB92） | 冲击手榴弹 感應警報器                      |
| Echo        | Masaru Enatsu                   | 防守 | 日本           | 日本特殊急袭部队 (SAT)                                          | Viperstrike                        | ●●●  | ●○○  | 声波攻击无人机「妖怪」                    | MP5SD SuperNova            | P229 Bearing 9               | 衝擊手榴彈 機動護盾                        |
| Mira        | Elena María Álvarez Del Manzano | 防守 | 西班牙         | 西班牙反恐特别行动小组 (GEO)                                    | Viperstrike                        | ●●●  | ●○○  | 爆破式防弹单向玻璃「黑镜」                | Vector .45 ACP ITA 12L     | ITA 12S USP 40               | 遥控炸药 感應警報器                        |
| Lesion      | 廖子朗                          | 防守 | 香港           | 香港特别任务连 (SDU)                                            | GHOST EYES                         | ●●○  | ●●○  | 蛊                                        | SIX12 SD T-5 SMG           | Q-929                        | 冲击手榴弹 防彈攝影機                      |
| Ela         | Elżbieta Bosak                  | 防守 | 波蘭           | 波兰行动应变及机动组 (GROM)                                     | NIGHTHAVEN                         | ●○○  | ●●●  | 雷电地雷                                  | SCORPION EVO 3 A1 FO-12    | RG 15                        | 倒刺铁丝网 机动护盾                        |
| Vigil       | 本名不详 化名为 화철경 (化哲敬) | 防守 |                | 大韩民国第707特殊任务营 (707th SMB)                             | GHOST EYES                         | ●○○  | ●●●  | ERC-7 电子渲染迷彩                        | K1A BOSG.12.2              | C75 Auto SMG-12              | 冲击手榴弹 防弹摄影机                      |
| Alibi       | Aria de Luca                    | 防守 | 利比亞         | 意大利特别干预组 (GIS)                                          | Viperstrike                        | ●○○  | ●●●  | 全息立体投影装置「棱镜」                  | Mx4 Storm ACS12            | Bailiff 410 Keratos .357     | 冲击手榴弹 机动护盾                        |
| Maestro     | Adriano Martello                | 防守 | 義大利         | 意大利特别干预组 (GIS)                                          | Viperstrike                        | ●●●  | ●○○  | CLE-V 激光攻击摄影机「邪眼」              | ACS12 ALDA 5.56            | Bailiff 410 Keratos .357     | 倒刺铁丝网 衝擊手榴彈                      |
| Clash       | Morowa Evans                    | 防守 | 英国           | 城市战术反应部队 (GSUTR) 倫敦都市警部 (MPS)                     | Wolfguard                          | ●●●  | ●○○  | CCE护盾                                   | CCE护盾                    | Super Shorty SPSMG9 P-10 C   | 倒刺铁丝网 冲击手榴弹                      |
| Kaid        | (Jalal El Fassi)                | 防守 | 摩洛哥         | 摩洛哥皇家宪兵队干预小组 (GIGR)                                 | RED HAMMER                         | ●●●  | ●○○  | RTILA 蜘蛛电爪                            | AUG A3 TCSG12              | .44 Mag Semi-Auto LFP586     | 倒刺铁丝网 遙控炸藥                        |
| Mozzie      | Max Goose                       | 防守 |                | 澳洲特種空勤團 (SASR)                                           | GHOST EYES                         | ●●○  | ●●○  | 駭蟲                                      | P10 Roni Commando 9        | SDP 9mm                      | 遙控炸藥 倒刺铁丝网                        |
| Warden      | Collinn McKinley                | 防守 | 美国           | 美国特勤局 (USSS)                                               | GHOST EYES                         | ●●○  | ●●○  | 窺視智慧眼鏡                              | M590A1 MPX                 | P-10 C SMG-12                | 机动护盾 遙控炸藥                          |
| Goyo        | César Ruiz Hernández            | 防守 | 墨西哥         | 墨西哥特種作戰部隊（FES）                                       | RED HAMMER                         | ●●○  | ●●○  | 火山爆破罐                                | Vector .45 ACP TCSG12      | P229                         | 遙控炸藥 感應警報器                        |
| Wamai       | Ngũgĩ Muchoki Furaha            | 防守 |                | 永夜安港軍事服務公司（NIGHTHAVEN）                              | 永夜安港軍事服務公司（NIGHTHAVEN） | ●●○  | ●●○  | 磁吸銷毀系統                              | MP5K AUG A2                | P12 Keratos .357             | 感應警報器 衝擊手榴彈                      |
| Oryx        | (Saif Al Hadid)                 | 防守 | 约旦           | 無所屬（非正式摩洛哥皇家宪兵队干预小组成員）                    | RED HAMMER                         | ●●○  | ●●○  | 矛頭衝刺                                  | T-5 SMG SPAS-12            | Bailiff 410 USP 40           | 倒刺铁丝网 感應警報器                      |
| Melusi      | Thandiwe Ndlovu                 | 防守 | 南非           | 南非Inkaba特遣隊反盜獵單位（ITF）                               | Wolfguard                          | ●○○  | ●●●  | 報喪女妖聲波禦裝置                        | MP5 Super 90               | RG 15                        | 衝擊手榴彈 遙控炸藥                        |
| Aruni       | Apha Tawanroong                 | 防守 | 泰國           | 永夜安港軍事服務公司（NIGHTHAVEN）                              | 永夜安港軍事服務公司（NIGHTHAVEN） | ●●○  | ●●○  | 烈日之門                                  | P10 Roni Mk 14 EBR         | PRB92                        | 倒刺铁丝网 防彈攝影機                      |
| Thunderbird | Mina Sky                        | 防守 | 加拿大         | STAR-NET航空                                                    | Wolfguard                          | ●○○  | ●●●  | 科納站                                    | Spear .308 SPAS-15         | Q-929 Bearing 9              | 衝擊手榴彈 遥控炸药                        |
| Thorn       | Brianna Skehan                  | 防守 | 愛爾蘭         | 愛爾蘭和平衛隊緊急應變單位（ERU）                               | RED HAMMER                         | ●●○  | ●●○  | 剃刀散射榴彈                              | UZK50GI M870               | 1911 TACOPS C75 Auto         | 機動護盾 倒刺铁丝网                        |
| Azami       | 藤原加奈                        | 防守 | 日本           | 私人企業保鑣                                                    | Viperstrike                        | ●●○  | ●●○  | 利牙屏障                                  | 9x19VSN ACS12              | D-50                         | 衝擊手榴彈 倒刺铁丝网                      |
| Solis       | Ana Valentina Diaz              | 防守 | 哥伦比亚       | 城市反恐特種部隊群（AFEAU）                                     | Viperstrike                        | ●●○  | ●●○  | 「SPEC-IO」電子感測器                     | P90 ITA 12L                | SMG-11                       | 衝擊手榴彈 防彈攝影機                      |
| Fenrir      | 艾米爾·斯文森                   | 防守 | 瑞典           | (無所屬特種部隊)                                                | RED HAMMER                         | ●●○  | ●●○  | 「戰慄之夜」恐懼地雷                      | MP7 SASG-12                | BAILIFF 410 5.7 USG          | 倒刺鐵絲網 防彈攝影機                      |
| Tubarao     | 艾薩克·努涅斯·奧利維拉          | 防守 | 葡萄牙         | 葡萄牙海军特别行动队（DAE）                                     | Wolfguard                          | ●●○  | ●●○  | 液氮罐                                    | MPX衝鋒槍 AR-15.50突擊步槍 | P226 Mk 25                   | 遙控炸藥 感應警報器                        |

新进人员
玩家也可以選擇使用新進人員（Recruit），新进人员不限人数，故允许使用最多5名新进人员组成队伍。新进人员之间依据图标贝雷帽颜色分辨，人物形象则一律为头戴黑色头套的男性特种队员。不同於正式特勤幹員的一點是，配備兩個數量上較少的战术装备且沒有特殊技能。
虚空行动之后所有的新进人员不再按部队分类，而且不能携帶盾牌，仅分为进攻方/防守方新进人员。进攻方/防守方各自拥有相同武器装备选择。
在2024年第二赛季起，新进干员被更改为一名进攻方干员Striker和一名防守方干员Sentry，技能为允许携带任意2件战术装备道具。
| 干员                                                              | 阵营         | 血量 | 速度 | 主武器                     | 副武器                    | 战术装备1                      | 战术装备2（技能栏）                |
| ----------------------------------------------------------------- | ------------ | ---- | ---- | -------------------------- | ------------------------- | ------------------------------ | ---------------------------------- |
| 新进人员 (Recruit)                                                | 进攻         | ●●○  | ●●○  | Mk 14 EBR L85A2 M249       | P12 Super Shorty C75 Auto | 破片手榴弹 闪光手榴弹          | 爆破炸药 烟雾手榴弹 人员杀伤地雷   |
| 新进人员 (Recruit)                                                | 防守         | ●●○  | ●●○  | MP5K M870                  | P9 SMG-11                 | 遥控炸药 冲击手榴弹 机动护盾   | 倒刺铁丝网 防弹摄像头              |
| 新进人员(美国国民警卫队) (Recruit - United States National Guard) | 爆发模式限定 | ●●○  | ●●○  | R4-C M590A1 SIX12 6P41 P90 | P226 Mk25 PMM LFP586      | 冲击手榴弹 破片手榴弹 遥控炸药 | 烟雾手榴弹 闪光手榴弹 人员杀伤地雷 |

## 历史

### 开发
在《彩虹六号：围攻》之前，育碧曾在2011年公布了《彩虹六号》系列的新作《彩虹六号：爱国者》，这是一部以多线剧情相互交叉叙事为主的战术射击游戏。但是在公布后不久，游戏的开发进入了困境，游戏引擎的陈旧加上在开发组内部的领导频繁变更使得游戏的开发进度拖后，也让开发中的游戏品质难以达到标准。游戏最初计划于第七世代遊戲機上发行，但是游戏中的一些机制难以在这些平台上实施；随着新一代游戏主机的公布，开发组决定尝试抓住这个机会制作一款在技术上有更大进步的游戏。所以在这些情况下，育碧最终决定取消《爱国者》的开发，转而组建了一个最初有25个成员的小组来策划系列的下一部作品。
《围攻》被育碧定义为《彩虹六号》系列的重启作品。为了给游戏带来全新的面貌，初始团队确定了仅保留多人游戏要素作为新游戏的开发方向，这与系列之前作品的多着墨于剧情相比是巨大的变化。开发组重新审视之前的系列作品，认为“作为反恐部队的一员参与到在全球范围内打击恐怖分子的行动中，而这些行动通常是反恐部队与恐怖分子之间的对抗”是系列的核心要素；而如何将这个核心要素放到多人游戏中并契合多人游戏的特点与要求，还要保持多人游戏的可持续性是开发组最先面临的问题。为此，开发组决定将全部资源投入到多人游戏模式的开发中而终止了单人游戏方面的制作。
《彩虹六号：围攻》在2013年1月开始正式开发，由之前负责了《爱国者》的育碧蒙特利尔工作室担任主力开发，而育碧位于巴塞罗那、多伦多、基辅、上海和成都的工作室协助开发。游戏最初的开发代号为《Rainbow Six Unbreakable》，表达了游戏的环境破坏机制，也阐述了开发团队从此前的开发地狱里浴火重生的信念。游戏品牌总监亚历山大·雷米在谈到游戏开发理念的改变时承认，开发团队都为这个新的方向感到信心十足，但也意识到这样的改变可能会让一些系列老玩家失望。

### 发售
《彩虹六号：围攻》在2014年的E3游戏展上正式公布。2015年4月，游戏进行了一次Alpha的封闭测试，玩家通过进行游玩早期版本的游戏帮助开发组测试游戏服务器、游戏平衡设置以及反馈。同年8月，育碧宣布游戏将从2015年10月延期到12月，以给出更多的时间调整多人游戏的平衡性。同年9月，游戏进行了Beta版本的封闭测试以进一步调整游戏内容。在11月时，游戏开启了Beta版本的开放测试，但因为匹配问题而短暂延期了一天。同年12月1日，游戏正式发售。
游戏的Xbox One版本同捆套装，除了包含《虹彩六號：圍攻行動》遊戲以外还包括了《虹彩六號：拉斯維加斯》完整數位版和《虹彩六號：拉斯維加斯2》完整數位版，並且玩家可以通过其主机的特性使用向下相容遊玩《彩虹六号 拉斯維加斯》系列遊戲。
在2018年5月，育碧在其财报电话会议上确认《彩虹六号：围攻》将交由腾讯在中国大陆地区运营。但在5月底时，中国大陆的各大直播平台宣布全面禁止主播直播游玩该游戏；可能原因是游戏未经过审核，未具备相关资质。同年11月，育碧在开发者日志上表示后续的游戏更新将移除游戏场景中赌博、色情、血腥等美术层面上的成人元素，官方表示此舉是為了讓遊戲適應亞洲遊戲市場的監管，育碧表示，為了避免重複性開發，遊戲的這些改變也將是全球版本統一的變更； 而《围攻》的社区经理还表示，还将根据特定地区的相关法律等要求而制作独立于全球版本的锁区特别版本；有分析认为这是育碧为了将游戏带入中国大陆而做的自我审查。不過在21日更新新賽季前，育碧宣佈在聆聽玩家的回饋後，會取消所有美術變更。在2019年11月中旬，育碧中国下线了由其运作的简体中文官方网站以及从中国大陆地区UPlay商店下架了《彩虹六号 ：围攻》；根据育碧官方的解释是一些游戏针对中国大陆的版本将进入审查阶段所做的相关变动。
2024年8月2日，中国国家新闻出版署公布2024年进口网络游戏审批信息，《彩虹六号》位列其中，出版单位和运营单位均为深圳市腾讯计算机系统有限公司。2024年12月16日，在被禁播六年半后，《彩虹六号：围攻》在中国大陆各大游戏直播平台重获直播许可。主播须遵守相关审查政策方可在直播中游玩本游戏。2025年7月，在Bilibili World的彩虹六号“薪火杯”比赛上，官方宣布《彩虹六号》国服将于2026年春季开始测试。
2020年2月，育碧确定本作未来将作为首发游戏登陆PlayStation 5和Xbox Series X新世代家用主机平台，并且将支持PlayStation 4与5之间；以及Xbox Series X和Xbox One之间的跨平台游戏。

### 更新
《彩虹六号：围攻》在发售后，进行了多次更新，除了修复游戏内的程序错误、改进游戏机制，像是增加了可以把多次“队友击杀”的玩家自动剔除对战的系统，以及在2016年8月上线的BattlEye反作弊系统。此外游戏也增加了多个追加下载内容（DLC）。育碧方面确认游戏“会有很长的生命周期并会为其提供长期的内容更新”。游戏的追加下载内容是对所有玩家免费提供，不过购买了季票的玩家可以提前一周使用追加下载内容中的新特勤干员并无需声望解锁。游戏的更新由育碧蒙特利尔和育碧位于德国的子公司Ubisoft Blue Byte负责。2019年9月20日，Ubisoft宣布將在近期升級伺服器，主要是為了解決存在已久的DDoS問題。2020年1月15日，游戏更新了“2020邀请赛之路”活动，正式为游戏增加了战斗通行证机制，玩家可以通过游戏战斗获得一些装备，也可以通过购买战斗通行证获得更多的装备和奖励。从2020年第三赛季的“暗影传承行动”起，育碧巴塞罗那工作室开始承担游戏更新的主要职责。从2021年第一赛季“绯红劫案”开始，育碧取消了本作的季票机制，改为通过战斗通行证获得新干员以及游戏中的奖励。但是在时隔一年后，育碧于2022年第一赛季“惡鬼面紗”开始重新提供季票给玩家购买。然而育碧在2024年5月再次宣布自2024年第二赛季起取消季票机制，改为会员订阅制。此外从该赛季开始开放“市场”功能给所有玩家，可以通过R6点数交易稀有皮肤和装饰物品。
| 季票年份 | 更新主题                             | 更新日期       | 备注 |
| -------- | ------------------------------------ | -------------- | --- |
| 第一年   | 黑冰行動 Operation Black Ice         | 2016年2月2日   | 增加地图“游艇（Yacht）”、两名加拿大第二聯合特遣部隊的特勤干员Frost与Buck。                                                              |
| 第一年   | 塵土戰線行動 Operation Dust Line     | 2016年5月11日  | 增加地图“边境（Border）”、两名美国海豹部队的特勤干员Blackbeard与Valkyrie。                                                              |
| 第一年   | 骷髅雨行动 Operation Skull Rain      | 2016年8月2日   | 增加地图“贫民窟（Favelas）”、两名巴西特别警察行动营的特勤干员Capitão与Caveira。                                                         |
| 第一年   | 赤鸦行动 Operation Red Crow          | 2016年11月17日 | 增加地图“摩天大楼 （Skyscraper）”、两名日本特殊急袭部队的特勤干员Hibana与Echo。                                                         |
| 第二年   | 丝绒壳行动 Operation Velvet Shell    | 2017年2月8日   | 增加地图“海岸线（Coastline）”、两名西班牙反恐特别行动小组的特勤干员Jackal与Mira。                                                       |
| 第二年   | 原健康行動 Operation Health          | 2017年6月6日   | 是一次游戏修复调整，包括修正bug、改进匹配机制、地图重製等，并因此延后了后续的更新。                                                     |
| 第二年   | 血兰花行动 Operation Blood Orchid    | 2017年9月5日   | 增加地图“主題樂園（Theme Park）”、两名香港特别任务连的特勤干员Ying与Lesion、一名波兰行动应变及机动组的特勤干员Ela（原為第二賽季）。     |
| 第二年   | Operation White Noise                | 2017年12月5日  | 增加地图“塔楼（Tower）”、两名韩国第707特殊任务大队的特勤干员Dokkaebi与Vigil、一名波兰行动应变及机动组的特勤干员Zofia。                  |
| 第三年   | Operation Chimera                    | 2018年3月6日   | 增加限時PVE合作模式－「爆发」（Outbreak）、兩名生化放核危機應變小組的特勤幹員Lion與Finka。                                                  |
| 第三年   | 備戰行動 Operation Para Bellum       | 2018年6月7日   | 舊地圖“俱樂部會所（Clubhouse)”修整、增加地圖“ 别墅（Villa）”、兩名意大利特別干預組的特勤幹員Alibi與Maestro。                            |
| 第三年   | 暗空行動 Operation Grim Sky          | 2018年9月4日   | 舊地圖“赫里福基地（Hereford Base)”重製、增加兩名都市戰術反應部隊的特勤幹員Maverick與Clash。                                             |
| 第三年   | 风城行动 Operation Wind Bastion      | 2018年12月5日  | 增加地圖“ 要塞（Fortress）”、兩名摩洛哥皇家宪兵隊干预小组的特勤幹員Nomad與Kaid。                                                        |
| 第四年   | Operation Burnt Horizon              | 2019年3月6日   | 增加地图“ 服务站（Outback）”、兩名澳洲特種空勤團的特勤幹員Gridlock與Mozzie。                                                                  |
| 第四年   | Operation Phantom Sight              | 2019年6月11日  | 舊地圖「杜斯妥也夫斯基咖啡館 (Kafe Dostoyevsky)」修整、增加一名丹麥獵人兵團的特勤幹員Nøkk與一名美國特勤局的特勤幹員Warden。             |
| 第四年   | 復燃行動 Operation Ember Rise        | 2019年9月11日  | 舊地圖「運河（Kanal)」重製，增加一名墨西哥特種作戰部隊的特勤幹員Goyo和一名祕魯考古文化遺產協會的特勤幹員Amaru。                         |
| 第四年   | Operation Shifting Tides             | 2019年12月3日  | 舊地圖「主題樂園（Theme Park)」重製，增加兩名永夜安港軍事服務公司NIGHTHAVEN的特勤幹員Wamai和Kali。                                      |
| 第五年   | 虛空行動 Operation Void Edge         | 2020年3月10日  | 舊地圖「俄勒冈乡间屋宅 (Oregon)」重製，新增約旦特勤幹員Oryx和荷蘭歐盟太空站幹員Iana。                                                   |
| 第五年   | 鋼流行動 Operation Steel Wave        | 2020年6月16日  | 舊地圖「芝加哥豪宅 (House)」重製，新增永夜安港軍事服務公司挪威幹員Ace和南非Inkaba特遣隊幹員Melusi。                                     |
| 第五年   | 暗影傳承行動 Operation Shadow Legacy | 2020年9月10日  | 舊地圖「木屋(Chalet)」重製，新增一名虹彩行動人員的特勤幹員Zero（山姆·費雪），Tachanka角色技能重製。                                     |
| 第五年   | 霓虹曙光行動 Operation Neon Dawn     | 2020年12月1日  | 舊地圖「摩天大楼 (Skyscraper)」重製，新增一名永夜安港軍事服務公司泰國幹員Aruni。                                                        |
| 第六年   | Crimson Heist                        | 2021年3月16日  | 舊地圖「邊境(Border)」重製，新增一名阿根廷幹員Flores。                                                                                  |
| 第六年   | 北境航星 North Star                  | 2021年6月14日  | 舊地圖「貧民窟(Favela)」重製，新增一名加拿大STAR-NET航空的特勤幹員Thunderbird。                                                         |
| 第六年   | 水晶護衛 Crystal Guard               | 2021年9月7日   | 各式地圖調整，新增一名永夜安港軍事服務公司克羅埃西亞幹員Osa。                                                                           |
| 第六年   | 登峰造極 High Calibre                | 2021年12月1日  | 舊地圖「荒漠(Outback)」重製，新增一名愛爾蘭和平衛隊緊急應變單位幹員Thorn。                                                              |
| 第七年   | 惡鬼面紗 Demon Veil                  | 2022年3月15日  | 增加地图「綠寶石平原（Emerald Plains）」、一名日本幹員Azami。                                                                           |
| 第七年   | 眩光行動 Operation Vector Glare      | 2022年6月14日  | 增加希臘團隊死鬥地图「近戰特區（Close Quarter）」、一名比利時特種部隊群幹員Sens；增加新训练模式「靶场」。                               |
| 第七年   | 蜂暴行動 Operation Brutal Swarm      | 2022年9月6日   | 增加一名永夜安港軍事服務公司新加坡幹員Grim、競技場（Stadium）重製後改為一般可遊玩地圖。                                                 |
| 第七年   | 日光突襲行動 Operation Solar Raid    | 2022年12月6日  | 增加新加坡地圖「Nighthaven 實驗室」、新增一名哥倫比亞幹員Solis。                                                                        |
| 第八年   | 統馭行動 Operation Commanding Force  | 2023年3月      | 增加巴西幹員Brava。 |
| 第八年   | 戰慄之源行動 Operation Dread Factor  | 2023年5月      | 增加瑞典幹員Fenrir。 |
| 第八年   | 鋼毅行動 Operation Heavy Mettle      | 2023年8月      | 增加韩国幹員Ram。 |
| 第八年   | 冰封行動 Operation Deep Freeze       | 2023年12月     | 增加葡萄牙地图「賊窩（LAIR）」、新增葡萄牙干员Tubarão；删除猎杀恐怖分子PVE模式，增加「对抗AI」的PVE新模式，增加新训练模式「地图训练」。 |
| 第九年   | 致命殺機行動 Operation Deadly Omen   | 2024年3月      | 增加美国敌对势力干员Deimos。 |
| 第九年   | 新銳行動 Operation New Blood         | 2024年6月      | 新进干员重做为一名进攻方干员Striker和一名防守方干员Sentry。取消游戏季票改为会员订阅制，地图體育場A & B修改。                            |
| 第九年   | 雙甲行動 Operation Twin Shells       | 2024年9月      | 增加希腊干员Skopós。 |
| 第九年   | 交鋒行動 Operation Collition Point   | 2024年9月      | 重做美国海豹部队干员Blackbeard。 |
| 第十年   | 准备阶段行動 Operation PREP PHASE    | 2025年3月      | 增加新西兰特種空勤團干员Rauora。 |
| 第十年   | 破曉行動 Operation DAYBREAK          | 2025年6月      | 《围攻X》版本更新。重做英国干员Clash。                                                                                                  |

### 电子竞技
育碧还把《彩虹六号：围攻》带入了电子竞技领域。早在2013年，公司就与电子竞技联盟（ESL）的副主席大卫·希尔彻进行了会面，ESL将负责游戏平衡的测试并协助开发组将游戏打造得符合电子竞技游戏的游戏性与竞技性。游戏开发组在游戏发售之后继续为游戏制作发布新的干员角色，为电子竞技赛事的观众带来更丰富化的观赛体验；开发人员从moba类型游戏获得灵感，这类游戏大多拥有80多名甚至100名可以操控的游戏角色。游戏发售后，育碧与电子竞技联盟宣布将推出“汤姆·克兰西之彩虹六号 围攻职业联赛”（Tom Clancy's Rainbow Six Pro League）赛事，该赛事将作为一个全球性的巡回赛，包括了Xbox One和PC平台。第一场赛事在2016年3月4日于英特尔极限大师赛上举行；决赛在2016年5月开打，欧洲战队PENTA击败了GiFu成为了赛事的第一个世界冠军。2017年，游戏的第二年职业联赛继续举办，但是Xbox One平台的赛事被取消。同年育碧宣布将举办游戏的邀请赛，战队将被邀请到开发组育碧蒙特利尔所在的加拿大，参与高额奖金的争夺。在2018年举办的巡回赛在网络直播平台Twitch上获得了超过32万观众的关注。来自《Eurogamer》的Richie Shoemaker和红牛的Nathan Lawrence都认为《彩虹六号：围攻》的电竞化会让其成为继《反恐精英：全球攻势》之后另一项高对抗性和观赏性的第一人称射击电竞赛事。游戏的职业化赛事周期也作为游戏更新的周期，在每赛季的决赛前会公布下一次赛季游戏更新的内容，例如：新的地图、新的干员以及游戏的新特性。
2020年2月育碧宣布将职业联赛更改为“欧洲、北美、拉丁美洲、亚太”四大赛区；每赛季将划为4个阶段，前3个阶段会以一场各赛区的决赛结束，第4个阶段将决出最后可以进入邀请赛的队伍；而赛制也将更改为积分赛，最后各赛区积分榜前四名将会获得参与最后邀请赛的名额。该变化将从2020年中开始，而此前一直参与《彩虹六号：围攻》电竞赛事全球运营的ESL在此赛事变化后将仅负责运营亚太赛区。2020年3月18日，ESL和育碧宣布因为2019冠状病毒病疫情原因取消原定在巴西圣保罗举办的《彩虹六号：围攻》职业联赛第11赛季总决赛以及亚太赛区的线下总决赛。2020年9月，育碧宣布将于2021年夏季举办“彩虹六号世界杯”（Rainbow Six World Cup）的全球性赛事。来自全球45个国家或地区的队伍将从淘汰赛开始，最终会由20支战队进入决赛阶段。但是受到疫情影响，育碧稍后宣布世界杯赛事将延期到2022年举办。2022年2月，育碧宣布世界杯赛事将再次延期到2023年。2022年12月，育碧宣布与电竞赛事组织方BLAST签下多年协议，双方将共同运营《彩虹六号：围攻》的全球电竞赛事，《彩虹六号：围攻》的赛区将分为：北美、拉丁美洲、巴西、欧洲、中东及北非、亚洲、韩国、日本、大洋洲等9个联赛；但其中日本联赛不由BLAST参与运营。
2024年7月，首届電競世界盃在沙特阿拉伯利雅德举行，《彩虹六号：围攻》为其正式比赛项目之一。最终由Team BDS获得冠军。2025年冠军由Team Secret获得。

#### 赛事冠军列表
| 年份 | 赛季               | 职业联赛决赛 Pro League Finals | 邀请赛 Invitational |
| ---- | ------------------ | ------------------------------ | ------------------- |
| 2016 | PC 第一赛季        | PENTA Sprots                   | 不适用              |
| 2016 | Xbox One 第一赛季  | EXcellence Gaming              | 不适用              |
| 2016 | PC 第二赛季        | Yunktis                        | 不适用              |
| 2016 | Xbox One 第二赛季  | Denial eSports                 | 不适用              |
| 2016 | PC 第三赛季        | Continuum                      | 不适用              |
| 2016 | Xbox One 第三赛季  | Team Vitality.Black            | 不适用              |
| 2017 | 第一赛季           | PENTA Sprots                   | Continuum           |
| 2017 | 第二赛季           | PENTA Sprots                   | Continuum           |
| 2017 | 第三赛季           | ENCE eSports                   | Continuum           |
| 2018 | 第七赛季           | Team Liquid                    | PENTA Sprots        |
| 2018 | 第八赛季           | G2 Esports                     | PENTA Sprots        |
| 2019 | 第九赛季           | Team Empire                    | G2 Esports          |
| 2019 | 第十赛季           | Natus Vincere                  | G2 Esports          |
| 2020 | 第十一赛季         | 取消举办                       | SpaceStation Gaming |
| 2020 | 赛制变更           | 六号特锦赛 Six Major           | SpaceStation Gaming |
| 2020 | 8月特锦赛          | 取消举办                       | SpaceStation Gaming |
| 2020 | 11月特锦赛         | 取消举办                       | SpaceStation Gaming |
| 2021 | 5月特锦赛          | 取消举办                       | 睡衣忍者            |
| 2021 | 8月墨西哥特锦赛    | Team oNe                       | 睡衣忍者            |
| 2021 | 11月瑞典特锦赛     | FaZe Clan                      | 睡衣忍者            |
| 2022 | 5月夏洛特特锦赛    | DarkZero                       | TSM                 |
| 2022 | 8月柏林特锦赛      | Rogue                          | TSM                 |
| 2022 | 11月延雪平特锦赛   | Team BDS                       | TSM                 |
| 2023 | 5月哥本哈根特锦赛  | W7M Esports                    | G2 Esports          |
| 2023 | 11月亚特兰大特锦赛 | W7M Esports                    | G2 Esports          |
| 2024 | 5月曼彻斯特特锦赛  | Beastcoast                     | W7M Esports         |
| 2024 | 11月蒙特利尔特锦赛 | W7M Esports                    | W7M Esports         |
| 2025 | 5月里约RE:L0:AD    | Furia                          | FaZe Clan           |
| 2025 | 11月特锦赛         |                                | FaZe Clan           |

## 影响
- 2018年7月24日，育碧宣布将在《幽灵行动：荒野》的追加下载内容中加入有彩虹小队干员参与的特别行动。[77]

- 2020年8月25日，育碧在智能手机平台上发售了F2P策略游戏《汤姆克兰西之精英小队》（Tom Clancy's Elite Squad），其中包括了来自《彩虹六号：围攻》的干员角色。游戏于2021年7月停服。[78]

- 2021年1月15日，育碧宣布将在《幽灵行动：断点》的“琥珀天空行动”更新中加入《彩虹六号：围攻》的干员，并且将有幽灵小队与彩虹小队的联动任务。[79]

- 2021年3月2日，手机游戏《明日方舟》宣布将与《彩虹六号：围攻》合作，《彩虹六号》中的角色将在《明日方舟》中登场。3月9日，该联动活动“源石尘行动”上线。[80]2023年10月，《明日方舟》再次宣布将于《彩虹六号：围攻》联动，除了“源石尘行动”复刻还将加入新的联动故事，《彩虹六号：围攻》届时也将在游戏中增加联动挂饰。

- 2022年4月5日，育碧正式公布了由育碧蒙特利尔领衔开发的手机游戏《彩虹六号 移动版》（Rainbow Six Mobile），游戏将《彩虹六号：围攻》中的可破坏场景，多名特色干员以及与原版相近的玩法带到了移动平台。[81]

- 2024年2月20日，育碧宣布将推出网飞会员限定的移动端游戏《彩虹六号 SMOL》（Rainbow Six: Smol），游戏以《彩虹六号：围攻》中的干员形象并Q版化。游戏采用了斜45度的视角，玩家将操控一名干员在室内地图中击败恐怖分子并救出人质作为游戏的主要玩法。[82]

## 外部連結
- 官方网站（英文）
- 官方网站（繁體中文）